# Argumentum ad baculum

Argumentum ad baculum (latin pour « argument au gourdin » ou « argument au bâton ») est le sophisme commis lorsqu'on fait appel à la force pour faire accepter une conclusion,. On participe à l'argumentum ad baculum lorsqu'on met l'accent sur les conséquences négatives de la position contraire, indépendamment de la valeur de vérité de la position contraire — en particulier lorsque l'argumentateur lui-même provoque (ou menace de provoquer) ces conséquences négatives. C'est un cas particulier de l'appel aux conséquences.

## Exemples
La Stanford Encyclopedia of Philosophy donne cet exemple d'argumentum ad baculum :
Si vous ne vous joignez pas à notre manifestation contre l'agrandissement du parc, nous vous expulserons de votre appartement.
Alors, vous devriez vous joindre à notre manifestation contre l'agrandissement du parc,.
L'expression a également été utilisée pour décrire la bastonnade de 1856 (en) de Charles Sumner, un sénateur abolitionniste, par l'un de ses adversaires pro-esclavagistes, Preston Brooks (en), dans le Sénat des États-Unis.